# 火曜いージャン!!
火曜いージャン!!（かよういージャン）は、2006年4月4日から9月19日までテレビ東京系列で放送されていたアニメ番組枠で、『銀魂』と『BLEACH』の2番組を総称した枠である。放送枠は火曜19時00分 - 20時00分。

## 概要
両作品ともに『週刊少年ジャンプ』に原作の漫画を連載している作品で、かつ担当の広告代理店を始め制作に関与している企業の多くが共通していたことから（詳しくは後述）、2006年4月よりこの名称を使用し始めた。
1番組目の『銀魂』が開始する前には、中央にこの放送枠のロゴをはさんだ両端で『銀魂』のエリザベスと『BLEACH』のコンが交互にジャンプするというアニメーションが放送されていた（ただし、テレビ愛知では8月22日放送分をのぞいてジャンクションに差し替えられていた）。また、7月中旬から8月にかけては全ての系列局で例年と同様に『劇場版ポケットモンスター』の5秒CMがアニメーションの部分で放送されていたため、このアニメーションは放送されていなかった。ちなみに、4月25日の放送では世界卓球選手権の中継により『BLEACH』だけが休止となったため、この日のみコンは泣きながらジャンプしていた（この映像は『銀魂』のDVD第一巻に収録されている）。
ロゴのうち、「ー」は右向きの矢印となっており、「ジャン」の部分は『週刊少年ジャンプ』のロゴを流用している。
2006年10月より『銀魂』は木曜18時00分 - 18時30分（2010年3月に放送終了、2011年4月より再開し、それ以降も何度か中断と再開を繰り返して2018年10月に終了）、『BLEACH』は水曜19時26分 - 19時55分（2012年3月に放送終了）に移動したために当番組枠は半年で終了となった。本枠廃止と同時に、火曜日のゴールデン枠のアニメ番組は2009年10月にテレビ朝日がアニメ枠新設までなかった。8月8日放送分の『銀魂』では「火曜いージャン!!（一部地域を除く）も残すところあと5回」と提供画面の両端に表記され、その通り9月19日放送分が最後となった。

## 放送枠について
長年アニメ番組が放送されてきた火曜19時台はローカルセールス枠であり、その関係で系列局では独自で野球中継などを優先して放送することが多く、当放送枠の廃止後もこの状態が続いている。
テレビ大阪の場合
阪神やオリックス（合併前は近鉄の試合を含む）戦の野球中継が放送された場合は、その翌週に2話連続で放送する。
テレビ愛知の場合
中日戦の野球中継が放送された場合は、その翌週に2話連続で放送する。
テレビ北海道の場合
日本ハム戦の野球中継が放送された場合は、その翌週に2話連続で放送する。
テレビせとうちの場合
地元にプロ野球の球団がなく、野球中継を自社で制作していないために他の系列局よりも日数は少ないが、テレビ大阪制作の阪神戦を年数回ネットすることがある。この場合はその週の『土曜スペシャル』を休止して振り替え放送を行う。
TVQ九州放送の場合
ソフトバンク戦の野球中継や『火曜ゴールデン』（『土曜スペシャル』の遅れネット）がレギュラー番組として毎週放送されており、アニメ番組は4日遅れで土曜の朝に遅れネットとなっている。当放送枠の番組の場合も同様だったが、2番組の放送時間が隣接していなかったことから当放送枠の名称は放送で使用されなかった。なお、当放送枠解消後は2番組ともにキー局同時ネットとなった。

## 共通する制作企業
- 広告代理店：電通
- DVD販売及び音楽制作：アニプレックス
- CD発売元：Sony Music

## 備考
同じTXN各局では『週刊少年ジャンプ』に連載されている『アイシールド21』と『NARUTO -ナルト-』が毎週水曜19時00分 - 19時55分に連続で放送されていた（前者は2008年3月に終了、後者は2006年10月より木曜に移動）が、制作に関与している企業が異なるため統合的な放送枠の名称は付けられなかった（『アイシールド21』がADKやバンダイビジュアルなどで、『NARUTO』は電通やアニプレックスなど。制作体制は後者の方が当放送枠の2作品と近い）。
その後『BLEACH』は水曜19時26分に再び移動した（最終的には火曜18時枠へ移動）が、統合的な放送枠名は付けられなかった。ただしその代わりとして『アイシールド21』の終了後には『BLEACH』とステブレレスで接続するためのアイキャッチが挿入されていた（映像は数種類あった。時期によってはアイキャッチの前に『アイシールド21』のスポンサーのCMが入ることがあった）。ちなみに『BLEACH』が移動してきた最初の週のアイキャッチは、この回限定のオリジナルのものであった。
2010年3月からは19時台前半枠で『爆丸バトルブローラーズ ニューヴェストロイア』の放送が始まり、久々の火曜ゴールデンタイム枠でのアニメが復活する。しかしわずか7ヶ月で土曜10時30分枠に移動しアニメ枠が再び消滅してしまった。そして2011年3月にテレビ朝日も火曜ゴールデンタイムから撤退し、再び火曜ゴールデンタイム放送のアニメが消滅した。